# أبو شلهوب (طبق)
أبو شلهوب طبق شاميّ شعبيّ تميّز به المطبخ الدّمشقي منذ القدم، وهو مكوّن من البرغل والكوسا، ومن الممكن إضافة اللحم عند تحضير الطّبق. وهو طبق غنيّ بالفيتامينات والفوائد.

## التّسميّة
تعود التّسمية بحسب الرّوايات إلى أنّ أصل الطّبق يهوديّ، اشتهر به يهود تركيا وسوريا وكان يسمى بـ«مسلم هربان»، وحين تعرّف المسلمون على الطّبق أسموه بـ«يهودي مسافر» ووفقا لرواية أخرى أنّ يهود دمشق كانوا يحضّرونها باستمرار ويسمّونها «مسلم هربان»، ولما صار المسلمون يحضّرونها ويأكلونها سمّوها «يهوديّ مسافر»، والبعض يسمّونه «أبو شلهوب»، ويتألّف الطّبق من الباذنجان والكوسا والصّنوبر والزّيت والبرغل، إضافة إلى الثّوم والكزبرة.

## مكوّنات الطبق
1. كوبان من  البرغل الخشن
2. القليل من الصّنوبر
3. كيلو كوسا متوسّطة الحجم ومقطّعة إلى مربّعات صغيرة
4. ملعقتان من السّمن، ويمكن استبداله بربع كوب من زيت الزّيتون
5. بصلة متوسّطة الحجم
6. القليل من الثّوم
7. القليل من الكزبرة
8. الملح والفلفل الأسود حسب الرّغبة
9. نصف كيلوغرام من اللّحمة المقطّعة أو المفرومة إلى قطع ناعمة، (وهو أمر اختياريّ)[4]

## طريقة العمل
الطّريقة:
أولا:  يتم  تقطيع حبّات الكوسا جيّدا وثم نقطّعها إلى مكعّبات متوسّطة الحجم.
ثانيا: يتم تقطيع البصلة إلى قطع صغيرة، ونضعها في قدر كبير مع إضافة السّمن أو الزّيت واللّحمة المقطّعة.
ثالثا: وبعد ذلك يتم تحريك الخليط على نار هادئة حتى ينضج جيدًا حتّى تصبح المواد متماسكة مع بعضها.
رابعا: وبعد ذلك نقوم بإضافة الكوسا المقطّعة والبهارات والملح.
خامسا: ويتم بعدها نقع البرغل الخشن بمقدار كأس من الماء وفي وعاء آخر نضع ملعقتين من السمن.
سادسا: وبعد ذلك نضيف البرغل المنقوع مع التّحريك المستمر لمدة خمس دقائق، ثم نضيف إليه المكوّنات السّابقة مع إضافة ثلاثة أكواب من الماء السّاخن، ويترك على النّار حتى ينضج.

## المعلومات الغذائية
يعدّ طبق أبو شلهوب من الأكلات الغنيّة بالفوائد لاعتمادها البرغل كمكوّن أساسي فيها، فهو مصدر جيّد للفيتامينات؛ ويحتوي نسبة معادن عالية وغنيّ أيضاً بالحديد والفوسفور والزّنك والمنغنيز والمغنيزيوم، كما أنّه غنيّ بالألياف، ويحوي نسبة منخفضة من السّعرات الحراريّة والدّهون ونسبة مرتفعة من البروتينات، إضافة إلى وجود «الكوسا» التي تعدّ من الأغذية المتكاملة؛ الّتي يحتوي على الأملاح والمعادن والألياف والفيتامينات، ولها دور في تسهيل عمليّة الهضم ومقاومة لتسمم الامعاء، وتساعد في خفض نسبة الكولسترول في الدّم. (2)
المكونات الغذائية في طبق أبو شلهوب:
336 سعرة حرارية.
10 غم دهون (٢٣، ٩ بالمائة سعرات حراريّة من الدّهون).
12 غم بروتين.
75 غم كربوهيدرات.
14 غم ألياف غذائيّة.
0 كوليسترول.
47 ملغ صوديوم.